# Eberhard Mehl
Eberhard Mehl (* 20. April 1935 in Köln; † 29. März 2002 in Koblenz) war ein deutscher Fechter, der mit dem Florett eine olympische Bronzemedaille gewann.
Mehl begann 1949 beim OFC Bonn mit dem Fechtsport, 1956 gewann Mehl mit den Bonnern die deutsche Mannschaftsmeisterschaft. Anschließend wechselte er zu REI Koblenz. Bei den Olympischen Spielen 1960 in Rom erreichte Mehl im Einzelwettbewerb die Runde der letzten 12. Zusammen mit Jürgen Brecht, Tim Gerresheim und Jürgen Theuerkauff gewann Mehl gegen die Ungarn die Bronzemedaille in der Mannschaftswertung, wobei Mehl im Kampf um Bronze zwei Siege und eine Niederlage erfocht.
Dafür wurde er am 9. Dezember 1960 mit dem Silbernen Lorbeerblatt belohnt.
Vier Jahre später bei den Olympischen Spielen 1964 belegte Mehl mit der deutschen Equipe den fünften Platz. 1966 beendete Mehl seine aktive Karriere. 
Nach seinem Studium in Köln arbeitete Mehl ab 1961 als Lehrer für Kunst und Sport am Max-von-Laue-Gymnasium in Koblenz. Bis 1982 war er daneben Fechttrainer beim Königsbacher SC Koblenz, nachdem er den Verein nach einem Streit verließ, baute er bei der Coblenzer Turngesellschaft eine Fechtabteilung auf. Seine erfolgreichsten Schüler waren Dennis Bauer und Wiradech Kothny, die Mehl bis zu den Olympischen Spielen 2000 betreute.  